# Sommersguter Moor

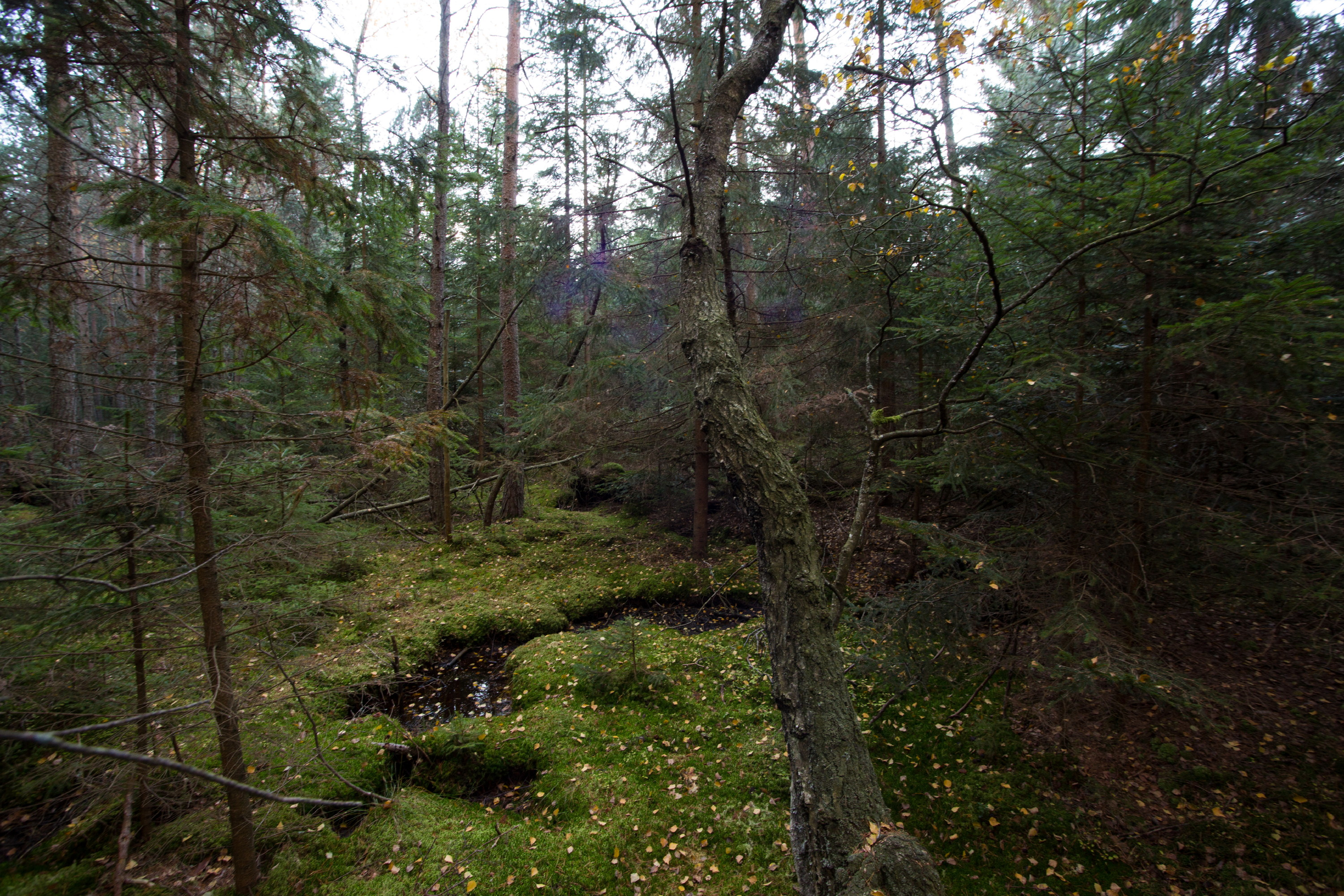
Sommersguter Moor

Das Sommersguter Moor ist ein Moorgebiet in der Gemeinde Wenigzell in der Steiermark.
Das Moor befindet sich nördlich von Wenigzell in der Ortslage Am Rain der Ortschaft Sommersgut in einem kleinen Becken und zeichnet sich durch nahezu vollkommene Naturbelassenheit aus. Nur der randliche Fichtenwald wird forstlich bewirtschaftet. Diese Abgeschlossenheit und die landschaftliche Eigenart prägen das Moor in besonderer Weise und es stellt ein Archiv zur Erforschung der nacheiszeitlichen Vegetationsgeschichte dar.
Als floristische Besonderheit sticht die Moor-Bergkiefer (Pinus rotundata) hervor. Im Moor selbst finden sich in der Krautschicht hauptsächlich Heidelbeeren (Vaccinium myrtillus) und Heidekraut (Calluna vulgaris). In der Moosschicht des Moores dominieren Torfmoose und am Rand verläuft ein unregulierter Bachlauf mit Begleitvegetation.
Das Moor ist als Naturschutzgebiet (Listeneintrag) ausgewiesen.